# Edén Hotel

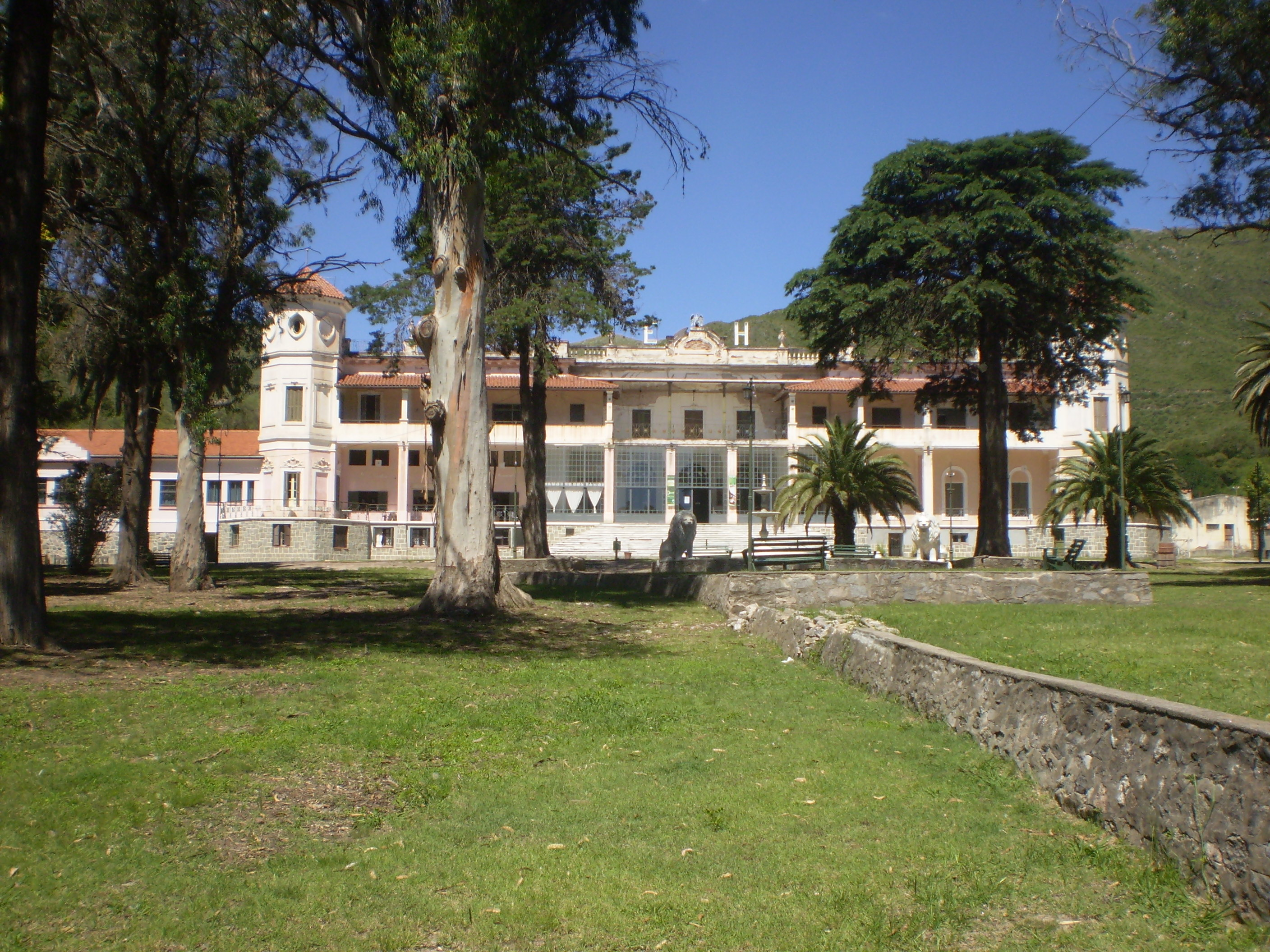
Edén Hotel (2009)

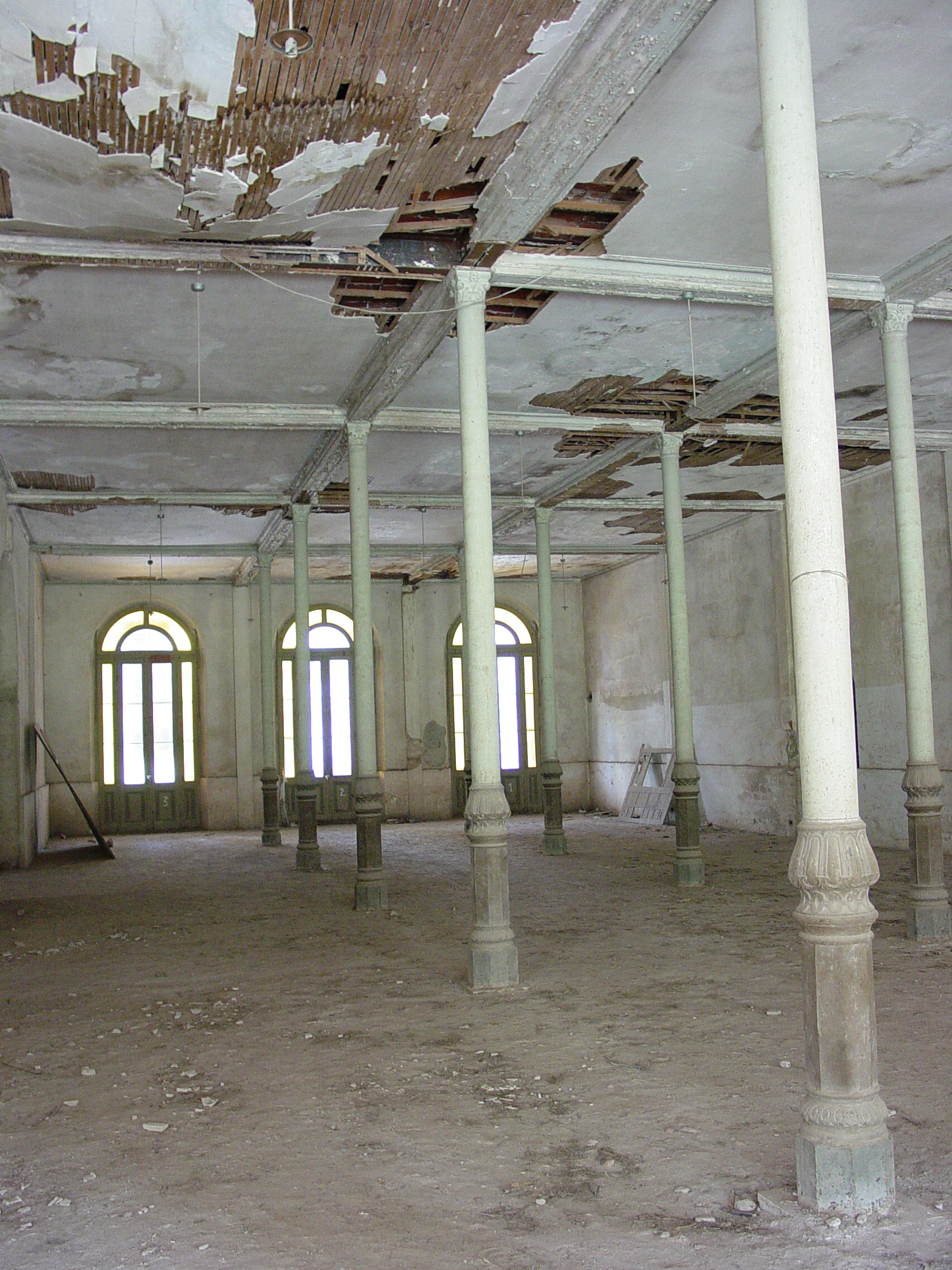
Edén Hotel (2004)

Das Edén Hotel im argentinischen Städtchen La Falda ist ein heute weitgehend verfallenes ehemaliges Luxushotel. Seine Existenz bewirkte in der ersten Hälfte des 20. Jahrhunderts, dass sich der Ort im Valle de Punilla zum Sommerferienort für die argentinische High Society entwickelte. Damals logierte „man“ in dem damals weltbekannten Luxushotel wochenlang mit der ganzen Familie, inklusive Chauffeuren und Kindermädchen.

## Grundsteinlegung
Am 19. August 1897 erwarb der deutsche Einwanderer und ehemalige Offizier Robert Bahlcke in Kooperation mit Investoren die Estancia „La Falda de la Higuera“ um dort ein Hotel mit allem Luxus und Komfort der Zeit zu errichten. Der 900 Hektar umfassende Standort wurde wegen seiner landschaftlichen Schönheit und des gesunden, zur Tuberkulose-Heilung geeigneten Klimas, aber auch wegen seiner Lage an einer bereits existierenden Bahnlinie bewusst ausgewählt. Seit der Eröffnung am 26. Dezember 1898, schon mit eigener Stromversorgung und sogar Eismaschinen, wurde das Hotel von der Oberschicht Argentiniens rege besucht. Das Projekt ging 1905 bankrott und wurde nach einigen Jahren unter der Verwaltung Ernesto Tornquists bzw. seiner Bank an eine der früheren Investoren, Maria Herbert von Kräutner verkauft, die sich zwischenzeitlich zurückgezogen hatte. Diese verkaufte es wiederum 1912 an die Brüder Bruno und Walter Eichhorn aus Leipzig, bevor sie ins Deutsche Reich zurückkehrte.
Die Brüder teilten das riesige Gelände in Parzellen auf und setzten für einen Teil des Geländes bestimmte Nutzungsauflagen fest, etwa für den Bahnhof, die zentrale Plaza, die Kirche, die Schule, die Polizei und die Bank, bevor sie diese Teile der Kommune übereigneten. Nach und nach verkauften sie die für die Besiedlung übrig bleibenden Parzellen, um die für die Übernahme aufgenommene Hypothek zurückzuzahlen. Die damals vermessenen Parzellen (argent.: lotes) sind immer noch im Stadtplan erkennbar. So begann ab 1914 der Ort La Falda, zum Teil in bewusst (mittel)europäisch stilisierter Architektur, zu entstehen. Begünstigt durch die durch den Ersten Weltkrieg eingeschränkten Reisemöglichkeiten der Oberschicht ins Ausland erlebten das Hotel und die Stadt einen raschen Aufschwung.
Der lokale Historiker Carlos Panozzo schrieb über die ersten Wirkungsjahre der beiden Deutschen:
„Con don Walter y doña Ida llegaron también Bruno Eichhorn, el hermano de Walter, y su mujer, y los cuatro se encargaron de impulsar el negocio. Ida y Walter vivían en un chalet detrás del hotel. Fue su llegada la que movilizó todo esto. La Falda es, en buena medida, un subproducto de los Eichhorn y del Edén“.
(Mit Herrn Walter und Frau Ida kamen auch Bruno Eichhorn, der Bruder Walters, sowie seine Frau; und die Vier widmeten sich dem Geschäft. Ida und Walter lebten in einer Villa hinter dem Hotel. Es war ihr Ankommen, das all dies mobilisierte. „La Falda“ ist, zu großem Teil, ein Produkt der Eichhorns und des „Eden“.)

## Hort der Schickeria
In seiner Blütezeit unter den Eichhorns, in den 1920er und 1930er Jahren, umfasste das Hotel rund 100 Zimmer und 38 Suiten mit Bad und Zentralheizung sowie einen großen Speisesaal für 250 Personen. Kinder und Personal speisten in einem Nebensaal. Ein Festsaal mit Parkettboden, eine Bar und ein Vortrags-/Schreibsaal sowie ein Wintergarten, Friseursalons usw. komplettierten die Luxuseinrichtung, zu der auch Marmortreppen und aus Europa importiertes Mobiliar im Art-Nouveau-Stil gehörten.
Das Hauptgebäude war umgeben von einem elf Hektar großen Gelände. Ein eigener Bauernhof sicherte die Versorgung mit Fleisch, Gemüse und Früchten. Selbstversorgung gab es auch für Wasser und Strom. Dem Freizeitvergnügen der distinguierten Gesellschaft dienten erstklassige Pferdeställe für Ausritte und Polo-Spiel, ein großes Pool-Areal, eine Tennisanlage und ein 18-Loch-Golfplatz.
Im Edén wohnten Dichter, Philosophen, Künstler, Politiker und Farmbesitzer. Dazu gehörten Albert Einstein, Rubén Darío, der Prince of Wales, der spanische und der italienische Kronprinz und die argentinischen Präsidenten Julio Argentino Roca und Figueroa Alcorta. Selbst der spätere kubanische Revolutionär Ernesto Che Guevara, der in Córdoba aufwuchs, wird in den Hotelannalen als Gast geführt – der asthmakranke Arztsohn kam offenbar als Kind wegen des guten Klimas in die Berge von La Falda.
In den 1930er Jahren erfolgten weitere Um- und Ausbauten: Auf dem Hotelgelände wurden mehrere separate Gästehäuser im Chalet-Stil errichtet und es entstanden eine Eisbahn, ein Schwimmbad und ein kleines Theater.
1934 wurde La Falda eine selbstständige Gemeinde.
Den damaligen Zeitgeist rund ums Edén beschreibt ein Bericht des Kulturausschusses des argentinischen Parlamentes anlässlich der Deklaration des Ex-Hotels zum nationalen Kulturmonument (Jahr unbekannt):
„Es innegable que el hotel es la expresión de la manera de ser de una clase dirigente que inició emprendimientos grandiosos, con vistas al futuro que imaginaba grandioso, en aquel marco irrepetible de la cultura del siglo XIX, cuya fe en el progreso era tan desmedida como su culto al pasado, romántico y seguro. Resultado de esa combinación de sutilezas, la Argentina, que era el granero del mundo y la tierra prometida de los inmigrantes europeos, pero también destino turístico exótico.“
(Es ist unbestreitbar, dass das Hotel ein Ausdruck für die Art und Weise einer herrschenden Klasse ist, die mit Blick auf die Zukunft grandiose Projekte startet. Diese Vorstellung von Größe ist ein einzigartiger Teil der Kultur des neunzehnten  Jahrhunderts, in dem der Glaube an den Fortschritt ebenso ausgeprägt war wie die Verehrung der Vergangenheit, Romantik ebenso wie Sicherheit. Als Ergebnis dieser Kombination von Feinheiten ist Argentinien sowohl die Kornkammer der Welt und das gelobte Land der europäischen Einwanderer, aber auch exotisches Reiseziel.)
Nach dem Ende des Zweiten Weltkriegs setzte ein zunächst schleichender Niedergang ein, als sich die gesellschaftlichen Rahmenbedingungen für den Tourismus auch in Argentinien zu ändern begannen. Nach dem Rückzug der Eichhorns kam es zu mehreren Eigentümerwechseln, bis das Hotel schließlich 1965 seine letzte Saison erlebte.

## Chronologie
1897: Robert Bahlcke kauft am 19. August 900 Hektar des Farmlandes „La Falda de La Higuera“, gelegen in „el Valle de Punilla“ rund 600 Meter entfernt von einer Eisenbahnstrecke. Am 24. August kauft er zudem ein Gebiet von 6 Hektar als Verbindung zu der Eisenbahnstrecke mit dem Ziel, hier später Hotelgäste in Empfang nehmen zu können. An dem Projekt beteiligen sich der aus Bern stammende Juan Kurth und Maria Herbert von Kräutner.
1898: Im Dezember empfängt das Hotel die ersten Gäste. Gut die Hälfte des Hotels befindet sich zu diesem Zeitpunkt jedoch noch in der Bauphase.
1899: Aufgrund der hohen Zinsen der im Jahre 1898 aufgenommenen Kredite wird das Hotel zu einer Aktiengesellschaft umgewandelt. Einen großen Teil des Kapitals stellt der Bankier und Investor Ernesto Tornquist zur Verfügung.
1902: Maria Herbert von Kräutner zieht sich aus dem Projekt zurück.
1905: Die Organisation hat einen Verlust in Höhe von rund 75 Prozent und die Anteilseigener entscheiden sich zur Auflösung.
1911: Maria Herbert von Kräutner erwirbt das Hotel samt dem Terrain „La Falda“ vom Investor Ernesto Tornquist.
1912: Die Brüder Walter und Bruno Eichhorn erwerben von Maria Herbert von Kräutner das Terrain „La Falda“ und das „Edén Hotel“ für 450.000 Pesos, indem sie eine Hypothek ihr gegenüber aufnehmen.
1913–1915: Um die bestehenden Hypotheken zu tilgen wird ein Teil des Terrains in Parzellen aufgespalten und veräußert. Der erste Parzellenverkauf ist für den 12. September 1914 beurkundet. In den folgenden Jahren erwirbt auch ein Teil der Hotelgäste Parzellen um darauf gehobene Urlaubs- und Wochenend-Wohnsitze zu errichten.
1918 und 1919: Die Eichhorns erwerben weitere Landabschnitte und vergrößern somit die Gesamtfläche des zu dem Hotel zugehörigen Terrains.
1920: Die Eichhorns tilgen die letzte Hypothek an Maria Herbert von Kräutner und erwerben den vollständigen Besitz am Hotel.
ca. 1925: Walter Eichhorn reist Mitte der 1920er Jahre zusammen mit seiner Frau mehrmals nach Deutschland, wo sie auch Adolf Hitler begegnen. Sie waren persönlich mit ihm befreundet.
1945: Nach der Kriegserklärung Argentiniens an Deutschland am 27. März 1944 beschlagnahmt der argentinische Staat den Hotelkomplex. Dass die Eichhorns als aktive Mäzene Adolf Hitlers bekannt waren, könnte dabei eine Rolle gespielt haben. Im gleichen Jahr wird das Hotel als Luxusgefängnis für japanische Diplomaten genutzt.
1947: Das Hotel wird den Besitzern durch Juan Peron wieder zugesprochen. Diese verkaufen es jedoch daraufhin und ziehen sich aus der Öffentlichkeit zurück.
1965: Das Hotel schließt für immer.
1988: Die regionalen Behörden erklären die Überreste des Hotels Eden zum Denkmal.
1998: Das Gelände wird nach der Pleite seiner letzten argentinischen Besitzer der Stadt La Falda als Ausgleich für die ausgefallenen kommunalen Steuern zugesprochen.
Seit 2006 wird das Hotel saniert und dient als Museum. Der Eintritt inklusive Führung beträgt 50 argentinische Pesos (2016). Bis dato ist jedoch nur ein sehr kleiner Teil des Hotels saniert und viele Räume sind nicht betretbar.

## Überreste
Im Park des Hotels stehen heute noch viele aus Deutschland und Österreich importierte Kiefern und nunmehr defekte Wasserspiele und mehrere brüchige Statuen.
Heute ist die Ruine des einstigen Prachtbaus ein besichtigungswürdiger Touristenmagnet. In seinen Räumen befindet sich das Museo Arquelogico Argentino Ambato mit einem kleinen Café. An den Wänden hängen Prominenten-Fotos aus der Zeit, als noch große Gesellschaften, Abenddinners und Tanztees stattfanden. Das Edén Hotel gilt in ganz Argentinien als ein Symbol vergangenen Glamours und besserer Zeiten.